# Marco Valerio Marziale
Marco Valerio Marziale (in latino Marcus Valerius Martialis; Augusta Bilbilis, 1º marzo 38 o 41 – Augusta Bilbilis, 104) è stato un poeta romano, comunemente ritenuto il più importante epigrammista in lingua latina.
Citato spesso come uno dei massimi esponenti della potente gens Valeria, in epoca medioevale e umanistica a Marziale sono state attribuite diverse altre opere, in realtà composte da Goffredo di Winchester, letterato che imitava il suo stile.

## Biografia

### Il periodo spagnolo: origini e formazione (38-64)
(Epigrammi, IX, 73)

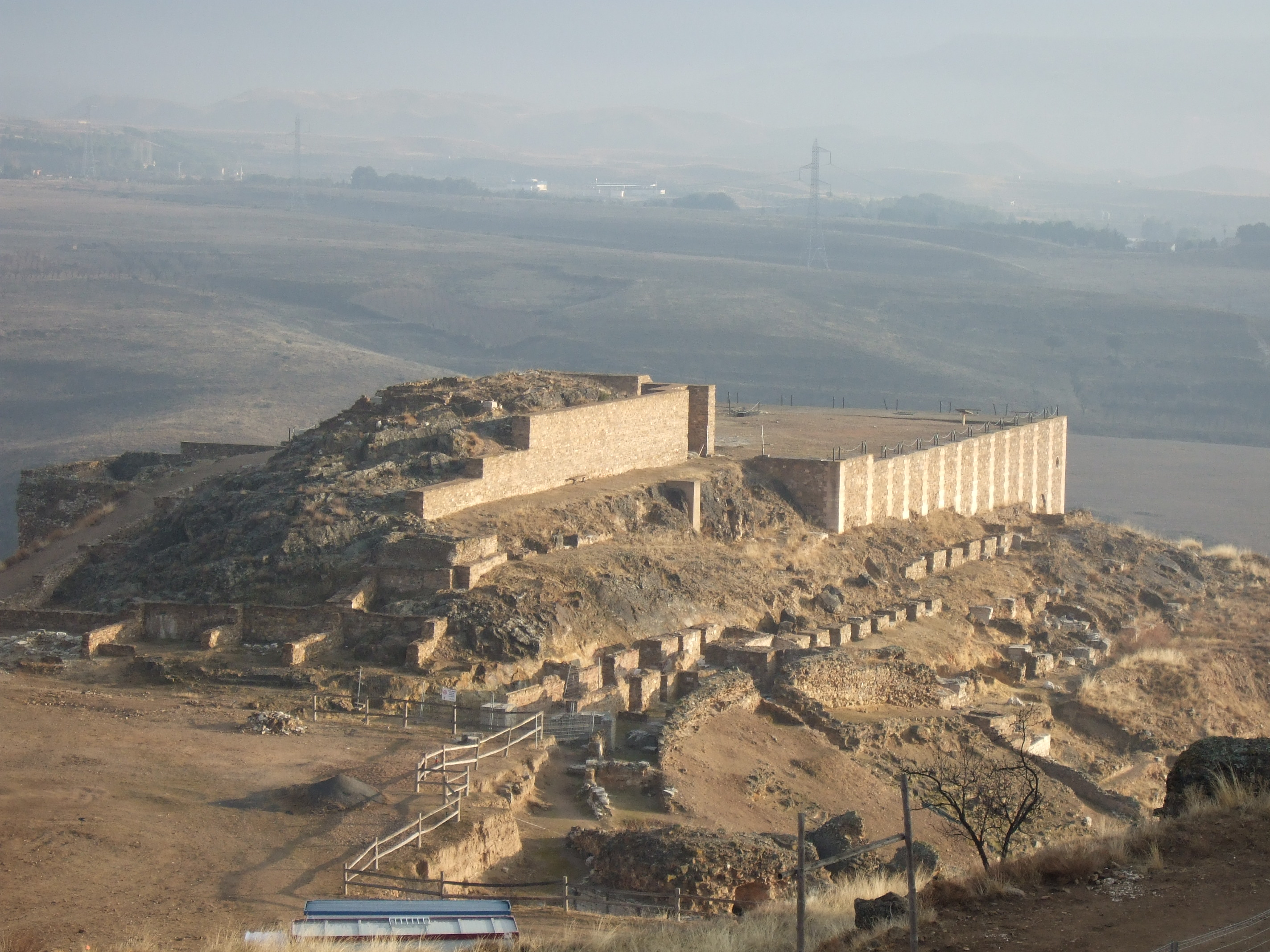
I resti del foro di Bilbilis, patria del poeta, come si presentano oggi.

Marco Valerio Marziale nacque il 1º marzo (data incerta), durante le Martiae kalendae, del 38 o del 41, stranamente per l'epoca non a Roma o nella penisola italica, ma a Bilbilis, una città della Hispania Tarraconensis situata su un'altura, caduta sotto il dominio di Roma in seguito alle Guerre cantabriche, come tutta la Hispania Romana, e divenuta municipio sotto il regno di Augusto; si ritiene che la città natale di Marziale si trovasse dove ora sorge Cerro de Bámbola, presso Calatayud. Marziale raccontò più volte la sua patria in vari epigrammi, descrivendola come una cittadina che sorgeva su un aspro monte, nota per gli allevamenti di cavalli e per le fabbriche d'armi, grazie alle fredde acque del fiume Salone che scorreva ai piedi della montagna ideali per la tempra degli armamenti.
Ricevette un'accurata educazione inizialmente a Bilbilis e in seguito in un'altra città della Spagna Tarraconense sotto la guida di grammatici e retori, a cui si dedicò con impegno; i genitori, che probabilmente si chiamavano Frontone e Flaccilla, sembra che provenissero dalla media borghesia provinciale, e in ogni caso dovevano godere di una buona condizione economica per permettersi di sostenere gli studi del giovane Marziale.

### La congiura di Pisone e la vita dacliens(64-80)
(Epigrammi, VII, 21)

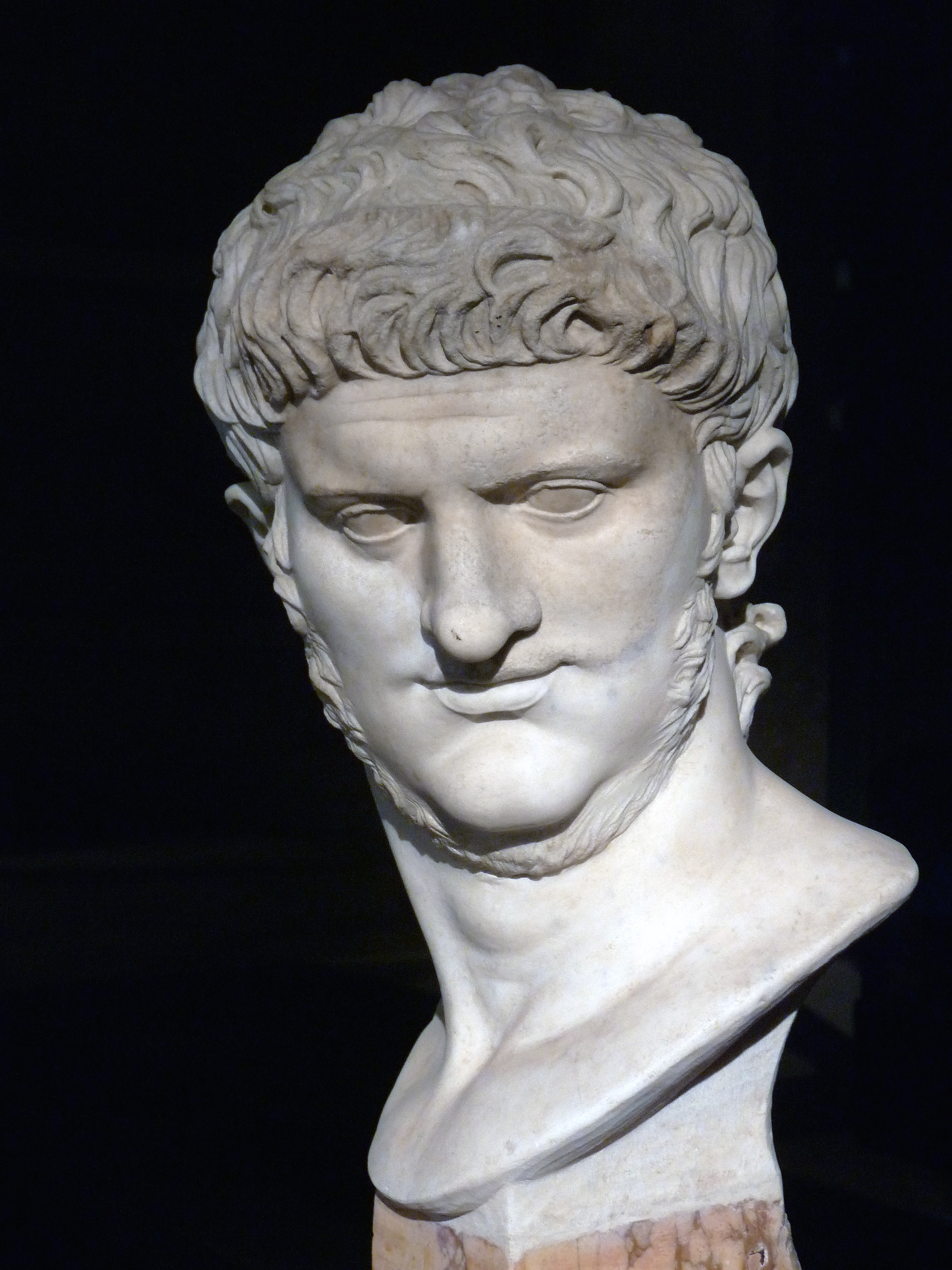
L'imperatore Nerone, obiettivo della fallita congiura pisoniana.

Nel 64, anno del grande incendio di Roma, spinto dalla voglia di conoscere il mondo e dalla speranza di fare fortuna come era accaduto a molti altri letterati ispanici della sua epoca, Marziale decise di recarsi a Roma. Giunto nella capitale dell'Impero allacciò subito i rapporti con le più importanti e influenti personalità della città provenienti come lui dalla Spagna: la famiglia degli Annei, composta da uomini del calibro di Seneca, Giunio Gallione, Mela e Lucano; il grande avvocato Lucio Valerio Liciniano e il giureconsulto Materno, entrambi originari di Bilbili; Deciano di Emerita e il poeta Canio Rufo di Cadice. Proprio grazie alla famiglia di Seneca Marziale si legò a personaggi potenti della capitale, come Gaio Calpurnio Pisone, Gaio Memmio Regolo e Quinto Vibio Crispo, che con tutta probabilità aiutarono largamente il giovane ispanico mentre muoveva i suoi primi passi a Roma, tanto che li elogerà anche a distanza di più di trent'anni in un suo epigramma. Ciononostante questo periodo iniziale in cui Marziale si trovò al centro di una fitta rete di amicizie e conoscenze terminò presto e bruscamente nel 65, quando l'imperatore Nerone scoprì la congiura ordita proprio da Pisone; la reazione di Nerone fu feroce e immediata: così molti degli amici di Marziale vennero uccisi o costretti al suicidio, lasciandolo solo e senza nessun appoggio su cui contare; l'unica amicizia che gli rimase fu quella di Polla Argentaria, vedova di Lucano, che negli anni successivi citerà più volte nei suoi componimenti.

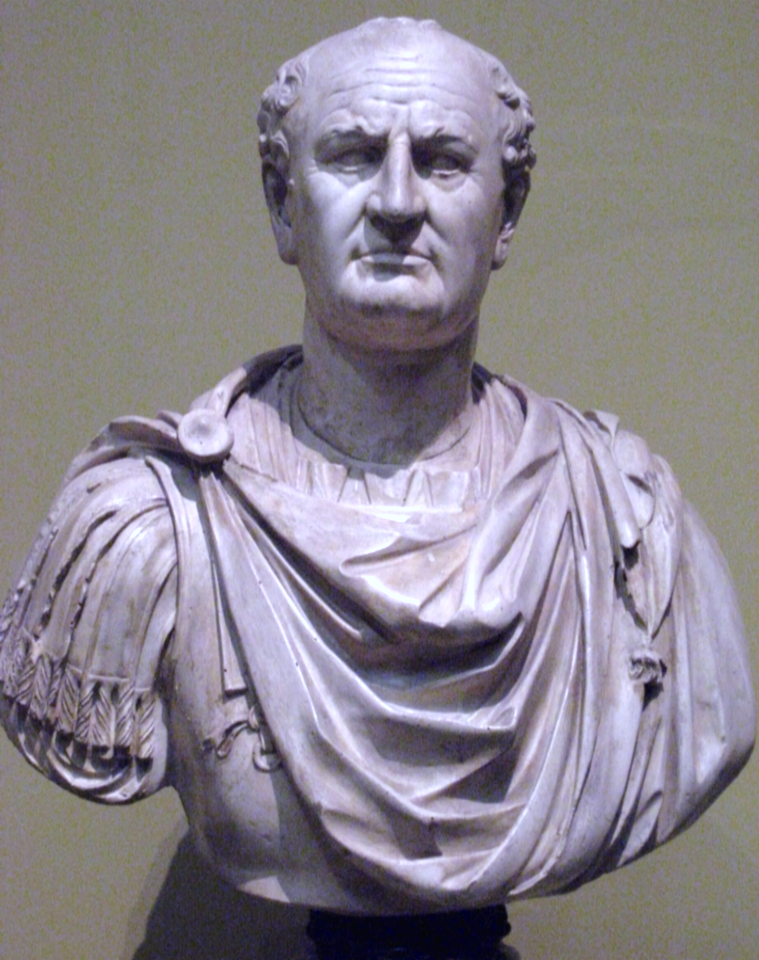
Vespasiano, il primo imperatore della gens Flavia con cui Marziale con tutta probabilità instaurò un rapporto di clientela.

Dal 65 quindi Marziale dovette iniziare a frequentare nuovi ambienti: si indirizzò verso una vita da cliens, un'attività pesante e scomoda che lo spingeva ogni mattina a svegliarsi presto per portare i propri saluti ad un ricco signore ed eventualmente accompagnarlo nei suoi giri per Roma, ricevendo in cambio la sportula, un donativo in cibo o denaro. Tuttavia, anche se non è ben chiaro in che modo, riuscì ad ottenere un appartamento sul Quirinale, descrittoci da Marziale come un umile bugigattolo situato al terzo piano, per poi forse spostarsi in un'abitazione sul medesimo colle; il Quirinale era anche il colle dove risiedevano famiglie prestigiose come quella dei Claudii, dei Pomponii, dei Valerii e dei Flavii. Con quest'ultima famiglia, che risiedeva non lontano da lui, Marziale dovette instaurare un duraturo rapporto di clientela, forse dovuto alla vicinanza delle due abitazioni, a partire già dal principato di Vespasiano, salito al potere in seguito al suicidio di Nerone e alla guerra civile del 68-69.
La vita da cliens fu dispendiosa e priva di soddisfazioni per il giovane ispanico, che avrebbe potuto sicuramente condurre una vita più agiata esercitando la professione dell'avvocato, alla sua portata visto gli studi giovanili, strada che però non fu mai disposto ad intraprendere e per la quale non si sentiva adatto; preferì la via della poesia e la vita da cliens, per quanto dura, si dimostrò estremamente utile per osservare la quotidianità dell'ambiente romano, le più svariate personalità e situazioni che poi trasporterà con crudo realismo nella sua poesia; è possibile che proprio in questi anni Marziale si addentrò nelle sue prime sperimentazioni poetiche, forse anche su commissione di Vespasiano: infatti l'imperatore era solito offrire durante i Saturnalia, agli uomini, e durante le Martiae kalendae, alle donne, degli apophoreta, biglietti d'accompagnamento ai doni distribuiti durante le feste; a scriverli su commissione potrebbe essere stato Marziale, dato che è l'unico poeta di cui ci è giunta una raccolta di questi biglietti, denominata proprio Apophoreta.

### Tito, i giochi inaugurali e gli esordi letterari (80-85)
(Liber de spectaculis, 1)

L'anfiteatro Flavio, inaugurato nell'80 dall'imperatore Tito.

Marziale, ormai intrapresa la strada letteraria, scrisse alcune poesie, pubblicate da Quinto Pollio Valeriano, di cui non ci è giunta traccia. Nell'80, per volere del nuovo imperatore Tito, vennero organizzati i giochi inaugurali dell'anfiteatro Flavio, completato nel 79 poco dopo la morte di Vespasiano, che ne aveva avviato la costruzione molti anni prima; in occasione di questi giochi Marziale pubblicò il suo primo libro di epigrammi, il Liber de spectaculis, che gli procurò onori e gloria. Grazie a questo primo successo ebbe dall'imperatore Tito lo ius trium liberorum, che comportava una serie di privilegi per i cittadini che avessero almeno tre figli, nonostante - a quanto pare - il poeta non fosse nemmeno sposato. Il successore di Tito, Domiziano, confermò i privilegi concessi dal fratello e lo nominò tribuno militare, e con esso ottenne anche il rango equestre.
Verso l'anno 84 o 85 comparvero altri due libri di epigrammi: Xenia (omaggi per gli ospiti) e Apophoreta (regali da portar via alla fine del banchetto), composti esclusivamente di monodistici. L'accoglienza di tali libri, però, deluse le aspettative del poeta che si ritirò per alcuni mesi a Forum Cornelii (Imola), ospite di un potente amico. Lì pubblicò il suo terzo libro (estate dell'anno 87) ma la nostalgia del variopinto e multiforme ambiente romano, fonte di ispirazione della sua poesia, lo fece tornare nella capitale.

### La maturazione poetica e la morte di Domiziano (85-98)
Dopo l'assassinio di Domiziano nel 96, sotto i principati di Nerva e poi di Traiano si instaurò a Roma un clima morale più austero. Marziale tentò di ingraziarsi i nuovi regnanti, ma i suoi epigrammi mal si conciliavano con il nuovo orientamento del potere. Inoltre probabilmente egli era ormai troppo noto per i suoi passati rapporti con l'odiato predecessore di Nerva. Nel 98, infine, compì il viaggio di ritorno alla città natale. Tra il 90 e il 102 pubblicò complessivamente altri otto libri di epigrammi.

### Il ritorno in patria e la morte (98-104)
A Bilbilis, una ricca vedova di nome Marcella, presa d'ammirazione per la fama e la poesia del poeta, gli addolcì gli ultimi anni della vita, mettendolo nella situazione di poter vivere agiatamente col dono di una casa e di un podere. Qui il poeta curò la seconda edizione del decimo libro dei suoi Epigrammi e nel 102 pubblicò il dodicesimo libro.
Marziale morì poco tempo dopo, a circa 64 anni, come attesta una lettera dell'anno 104, inviata da Plinio il Giovane a Cornelio Prisco, nella quale il mittente dà un giudizio sul poeta spagnolo, che gli aveva indirizzato alcuni epigrammi di elogio: «Era un uomo ingegnoso, acuto e pungente, che aveva nello scrivere moltissimo di sale e di fiele, e non meno di sincerità […] "Ma non saranno eterne le cose che scrisse". Non lo saranno forse, ed egli tuttavia le scrisse come dovessero rimanere per sempre». La lettera testimonia la fama, discreta ma non larghissima, che il poeta spagnolo si era guadagnato in Italia.
Nonostante il suo «genialissimo spirito» non gli fu dato di trovare fortuna a Roma. «Condusse (…) una vita non oziosa ma viziosa; cliente dei grandi, fu amico, singolarmente apprezzato per il suo vivace ingegno e per la sua affabilità e cultura, di tutti i più insigni letterati del tempo, tra gli altri di Silio Italico, di Quintiliano e di Plinio il Giovane. (…) Ridere e destare il riso sulle brutture e le deficienze di ogni specie: questo fu il suo intento nella miglior parte dei suoi carmi».

## Epigrammi

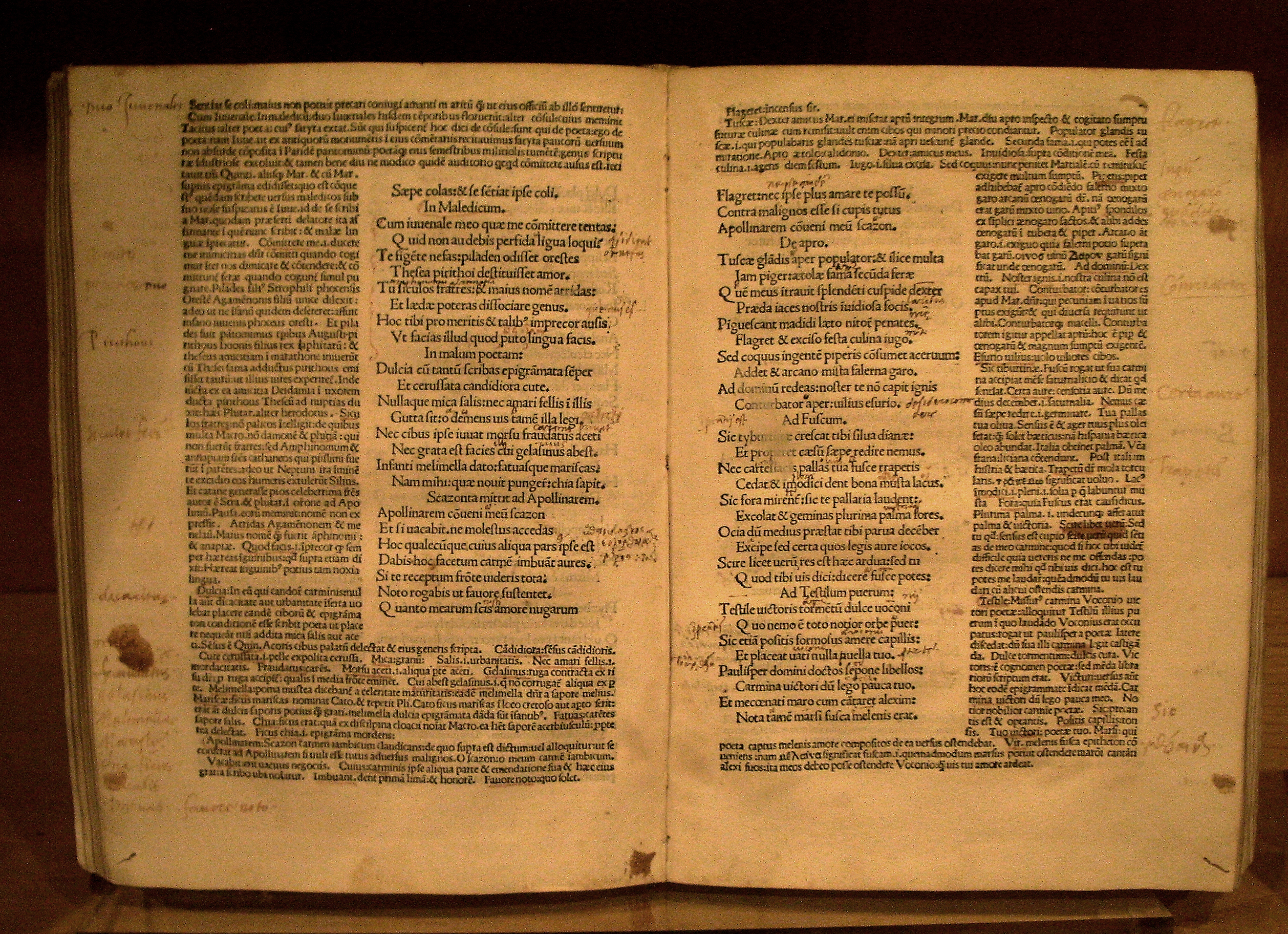
Epigrammata, edizione del 1490.

Di Marziale ci sono pervenuti dodici libri di epigrammi, per un totale di 1561 componimenti, pubblicati tutti dal poeta stesso. Quelli monotematici non hanno un numero progressivo ma sono noti con un nome: nel caso di Xenia e Apophoreta anche il titolo è autoriale. Sembra anche che i dodici libri di epigrammi vari siano stati così numerati dal poeta medesimo: una teoria riproposta recentemente da Niklas Holzberg. I libri sono inoltre preceduti da una prefazione in prosa che ha la funzione di fornire al lettore elementi sulla composizione dell'opera.

### Liber de spectaculis
Chiamato anche Liber spectaculorum, nell'edizione del filologo Gruterus del 1602, fu pubblicato nell'80 e rappresenta la prima raccolta di epigrammi di cui abbiamo notizie (nessun epigramma giunto fino a noi sembra essere precedente a questa data). La raccolta contiene 33 o 36 epigrammi in distici elegiaci che descrivono i vari spettacoli offerti al pubblico in occasione dell'inaugurazione del Colosseo ad opera dell'imperatore Tito, figlio di Vespasiano. In particolare, si tratta dei giochi che si svolgevano all'interno dell'anfiteatro, tra cui scene di caccia, combattimenti di gladiatori e battaglie navali. Sono inseriti anche i cosiddetti mimi, ovvero rappresentazioni di fatti mitologici caratterizzati da dettagli truci ed un pungente realismo.

### XeniaeApophoreta(Libri XIII e XIV)
Nell'edizione che suddivide i lavori di Marziale in quindici libri, queste due raccolte costituiscono rispettivamente il XIII e XIV libro, secondo l'ordine in cui sono riportati nei manoscritti, benché criteri interni rendano certa la loro anteriorità rispetto al I libro. Sono composti esclusivamente di epigrammi in distici elegiaci. I titoli (o lemmata) che menzionano l'oggetto descritto di volta in volta furono dati dall'autore stesso.
I "doni per gli ospiti" (xenia) sono una raccolta di 127 (124 e 3 introduttivi) epigrammi che accompagnavano, appunto, i doni che ci si scambiava durante i Saturnali.
I "doni da portar via" (apophoreta), invece, sono quelli (221 più due introduttivi) che accompagnavano i doni destinati ai commensali alla fine di un convivio. Bisogna sapere che tali doni venivano sorteggiati tra gli invitati: da questo fatto potevano derivare talvolta situazioni curiose o comiche (ad esempio: un pettine assegnato a un calvo) su cui il poeta poteva sbizzarrirsi divertendo i lettori.

## Il mondo poetico e concettuale di Marziale
(Epigrammi, X, 4)
Dappertutto, nella sua opera, l'autore è presente in prima persona ed è sempre possibile scorgere la sua personalità. Ciò che risalta spesso è la sua insofferenza verso la vita da cliente, che vive come una vera e propria mortificazione, che contrasta fortemente con le aspirazioni e i sogni della sua vita.
Ciò che prevale, comunque, è l'aspetto comico-satirico, spesso reso dal fulmen in clausula, o in cauda venenum (in italiano stoccata finale), ovvero la tendenza a concentrare gli elementi comici e pungenti nella chiusa dei componimenti, terminati con una battuta inaspettata, chiamata aprosdoketon. Gli epigrammi sono brevissimi (come voleva la tradizione): l'elemento comico è concentrato nella seconda parte del componimento. Si tratta di una struttura bipartita. Tale tecnica è lo strumento privilegiato della sua poesia: il senso stesso e lo spirito di moltissimi componimenti sono da ricercare nel finale dell'epigramma, «che a volte riassume i termini di una situazione in una formulazione estremamente incisiva e pregnante, altre volte li porta ad una comica iperbole, altre volte li costringe a un esito assurdo o a un paradosso, altre volte li pone all'improvviso sotto una luce diversa e rivelatrice». Marziale dimostra di riuscire sempre a cogliere la comicità che si annida nelle situazioni reali, specie nei vizi e nei difetti umani. È così che si delineano nei suoi versi molti tipi umani: dal pervertito al finto ricco, dalla lussuriosa all'ubriacona e così via. I componimenti di Marziale rivelano l'influenza della filosofia epicurea della sua epoca, con la ricerca di una vita semplice e il disimpegno politico, con la metafora esemplare della lode alla tranquillità e al calore del focolare, mentre fuori dalle mura domestiche infuria la tempesta.
Non mancano però esempi di elevata delicatezza e lirismo: è il caso della poesia funebre (non molto frequente) che ci permette di scoprire un Marziale insolitamente delicato e raffinato: è il caso dell'epicedio dedicato a Erotion (V 34), una fanciulla morta sei giorni prima del suo sesto anno, per la quale il poeta chiede alla terra di non gravare sul suo piccolo corpo, giacché lei non l'ha fatto su di essa. Di grande originalità si rivelano i componimenti caratterizzati dalla commistione di elementi di comicità a motivi funebri.
Con Marziale si ha l'affermazione dell'epigramma come strumento letterario: prima di lui l'epigramma, risalente all'età greca arcaica, aveva una funzione essenzialmente commemorativa e veniva usato per ricordare positivamente una cosa o una persona (ed infatti la parola "epigramma" deriva dal greco e significa "iscrizione"); grazie alla sua opera invece esso, pur conservando la sua brevità, si occupa di nuovi temi quali la parodia, la satira, la politica e l'erotismo.
Dal punto di vista stilistico egli contrappone la mobilità dell'epigramma sia al genere epico, sia alla tragedia greca, che con i loro temi illustri e "pesanti" si tenevano lontani dalla realtà quotidiana. Costante è infatti nei suoi versi la polemica letteraria, spesso usata per difendersi da chi considerava il genere epigrammatico di scarso valore artistico, ma anche da coloro che gli rimproveravano di essere aggressivo o osceno.
La lingua da lui usata risulta colloquiale e quotidiana. Il suo costante realismo gli permette però di sviluppare un linguaggio ricco facendo passare nella letteratura molti termini e locuzioni che non avevano mai trovato posto prima. Riesce, infine, a dimostrare grande duttilità nell'alternare frasi eleganti e ricercate a frasi sconce e spesso vernacolari. La novità di Marziale consiste nell'eliminazione della mitologia, considerata falsa e inverosimile. Il fine poetico sta nel rifarsi totalmente alla realtà.